# Richard Bell (Politiker)

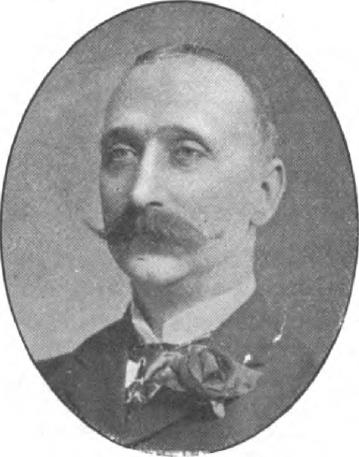
Richard Bell (1908)

Richard Bell (* 29. November 1859 in Penderyn, Brecknockshire; † 1. Mai 1930) war ein britischer Gewerkschafter und Politiker. Gemeinsam mit Keir Hardie war er einer der beiden ersten Unterhaus-Abgeordneten für das Labour Representation Committee, dem Vorläufer der britischen Labour Party.

## Leben
Bell wurde in dem kleinen Städtchen Penderyn im damaligen Brecknockshire, Wales, als Sohn des Steinbrucharbeiters Charles Bell und seiner Frau Mary geboren und erlernte sowohl die englische als auch die walisische Sprache. Väterlicherseits stammte die Familie aus Schottland, bevor sie auf eine Farm in Ystradfellte zog. 1860 zog die Familie nach Merthyr Tydfil, wo Bells Vater eine Stelle in der Polizei von Glamorgan bekam. Dort ging er zunächst in die Schule, bevor er noch als Jugendlicher begann, als Bürogehilfe in den Cyfarthfa Ironworks zu arbeiten. 1876 begann er als Eisenbahnarbeiter sein Geld im Bahnhof Pontypool Road in Pontypool zu verdienen und wurde dort Mitglied der Eisenbahngewerkschaft Amalgamated Society of Railway Servants. Nach seiner Versetzung 1886 nach Swansea gründete er 1887 dort einen Ableger der Gewerkschaft, dessen Generalsekretär er 1897 wurde. In seine Amtszeit fielen dabei zwei wichtige Ereignisse: zum einen der sogenannte Taff Vale dispute, bei dem Bells Gewerkschaft einen inoffiziellen Streik veranstaltete und infolgedessen vom betreffenden Unternehmen auf Schadensersatz verklagt wurde, und zum anderen der sogenannte Osborne case, als ein Gewerkschaftsmitarbeiter die Gewerkschaftsregeln bezüglich einer politischen Abgabe infrage stellte. Zwar verlor die Gewerkschaft den zweiten Fall vor Gericht, doch beide Angelegenheiten führten später zu Gesetzesänderungen.
Politisch engagierte sich Bell zunächst im Labour Representation Committee (L.R.C.). Bei der Unterhauswahl 1900 trat Bell als dessen Kandidat im Wahlkreis Derby an und gewann den Sitz. Damit war er der erste Eisenbahnarbeiter im House of Commons. Außerdem war er der erste Labour-Abgeordnete in England und neben Keir Hardie aus dem Wahlkreis Merthyr Tydfil der erste Labour-Abgeordnete überhaupt. Zusätzliche gehörte er einem Gemeinschaftsausschuss der Mitgliedsorganisationen an, der einen Entwurf für ein Parteiregularium erarbeitete. Ab der Gründung des Ausschusses im Jahr 1901 war er Schatzmeister, bevor er 1902 und 1903 als Vorsitzender tätig war. Auf der Konferenz des L.R.C 1903 in Newcastle upon Tyne votierte er allerdings gegen einen überarbeiteten Entwurf dieses Regulariums und begründete dies damit, dass dieser überarbeitete Entwurf die Gründung einer unabhängigen Labour Party bedeuten würde. Das L.R.C wurde später ironischerweise zur heutigen Labour Party. Ab 1904 diente Bell als Präsident des Trades Union Congress, bevor er bei der Unterhauswahl 1906 in seinem Wahlkreis als sogenannter „Lib.-Lab.“-Kandidat wiedergewählt wurde. „Lib.-Lab.“ war dabei die Abkürzung für eine Kooperation der Labour Party mit der Liberal Party. 1907 wurde er Friedensrichter von Middlesex. 1910 trat er sowohl vom Amt beim Trade Union Congress als auch – mit der Unterhauswahl im Januar – von seinem Unterhaussitz zurück. Je nach Quelle steht auch ein durch das desillusionierte Derby Trades Council erzwungenes Ausscheiden aus dem Parlament im Raum. Nachfolger auf seinem Sitz wurde in jedem Fall mit Jimmy Thomas auch ein Eisenbahnmitarbeiter. Anschließend war er beim Board of Trade für die Bildung einer Arbeitsvermittlung im Zuge des National Insurance Acts verantwortlich, eine Aufgabe, die später vom Arbeitsministerium übernommen wurde. Später war er Sekretär des Londoner Vorstands der Co-operative Printing Society. Bei seinem Tod am 1. Mai 1930 im Alter von 70 Jahren hinterließ der dreimal verheiratete Bell acht Kinder. Die National Portrait Gallery verzeichnet drei von John Benjamin Stone angefertigte Fotografien von Bell in ihrem Bestand.